# Linaria algarviana
Linaria algarviana é uma espécie de planta com flor pertencente à família Scrophulariaceae. 
A autoridade científica da espécie é Chav., tendo sido publicada em Monogr. Antirrh. 142 (1833).

## Portugal
Trata-se de uma espécie presente no território português, nomeadamente em Portugal Continental.
Em termos de naturalidade é endémica da região atrás referida.

## Protecção
Encontra-se protegida por legislação portuguesa ou da Comunidade Europeia, nomeadamente pelo Anexo II e IV da Directiva Habitats e pelo Anexo I da Convenção sobre a Vida Selvagem e os Habitats Naturais na Europa.